# 잉어
잉어(학명: Cyprinus rubrofuscus)는 잉어과에 속하는 민물고기이다.

## 개요

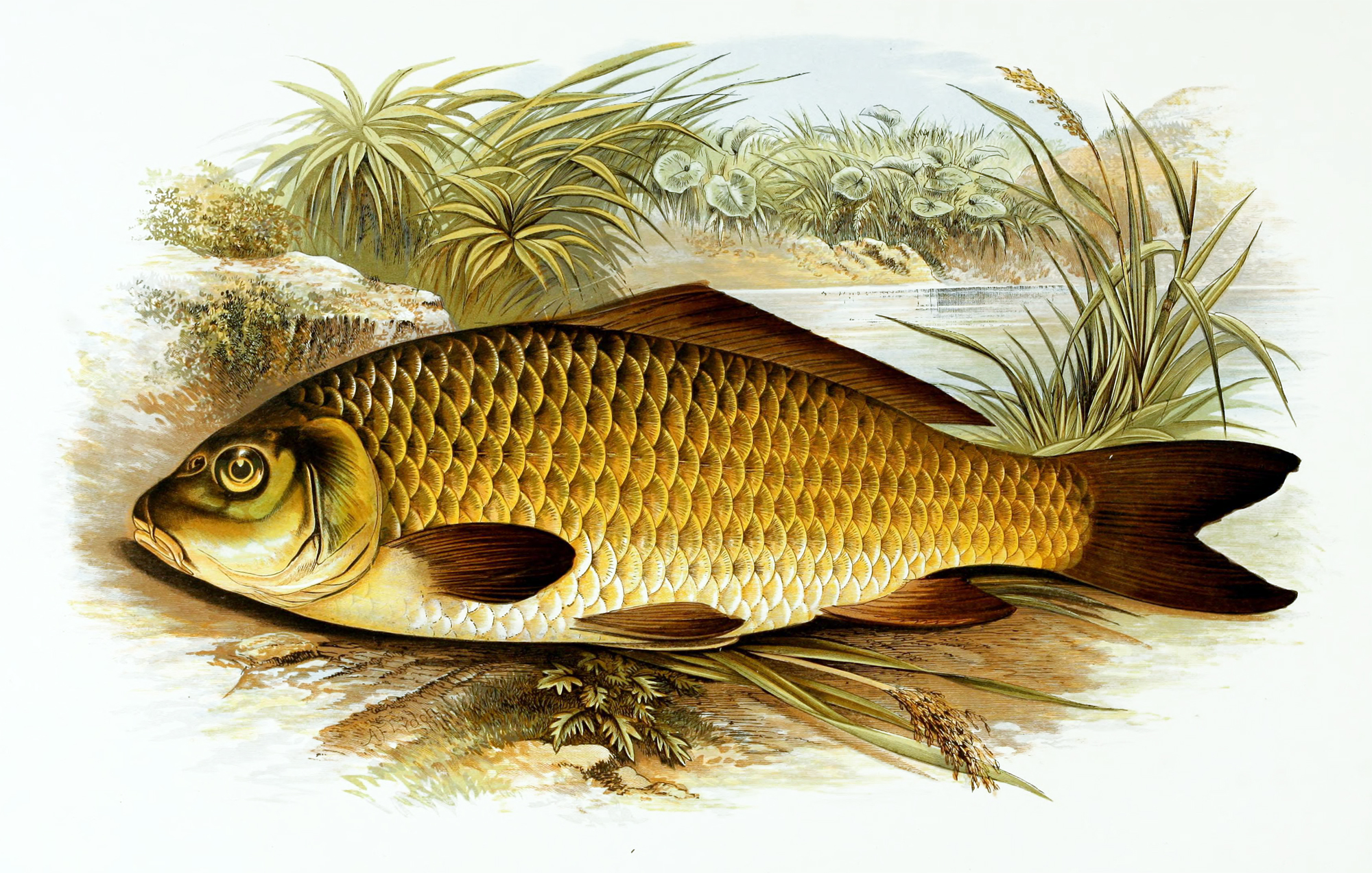

어린 개체는 발강이라 부른다. 길이는 일정하지 않으나 대략 0.5m 정도이다. 몸은 유선형으로 길고 두께가 얇고 폭이 넓다. 머리는 원뿔 모양이며 입은 몸의 앞쪽에 있다. 몸은 누른빛을 띤 녹색이고 등쪽은 짙고 배쪽은 연한 색이며 옆구리는 갈색이다. 입 둘레에 두 쌍의 수염이 있고 이빨은 잘 발달되어 있으며, 비늘은 작고 둥글다.

## 분포
잉어(Cyprinus rubrofuscus)의 서식지는 과거에는 라오스, 베트남, 중국으로만 알려졌으나 그 이후에는 러시아 연해주의 아무르강에서부터 베트남의 홍강까지로 서식하는 것으로 변경되었다. 즉, 중국과 한국, 북한의 야생 재래종 잉어는 Cyprinus rubrofuscus이라는 것을 알 수 있다.

## 서식
하천 중류 이하의 물살이 세지 않은 큰 강이나 웅덩이나 연못과 같은 바닥이 진흙투성이 같은 곳에서 산다. 주로 큰 강이나 호수에 산다. 겨울에는 물속 깊이 들어가고 수온이 상승하면 얕은 곳으로 몰려든다. 다소 짠물이 섞인 강 어귀에 사는 경우도 있고, 물이 빠질 때에는 하구나 물이 흘러드는 내만에서도 발견된다. 육식성으로 흙속의 작은 동물을 먹는데, 봄에 수온이 20℃가 되면 식욕이 증진하고 28-30℃ 전후에서 가장 왕성하다.

## 산란
산란은 5월경부터 수온이 18℃로 상승하면서 시작되며 수온 25-28℃ 사이에서 가장 왕성하다. 산란은 보통 한 산란기에 2-3회 하며, 아침 일찍부터 오전 사이에 물가의 잡초가 우거진 곳에 모여 암수가 물 위로 날뛰며 산란·방정한다. 알은 동그랗고 난막이 약간 두꺼우며 표면에 점성물질이 있어서 다른 물체에 잘 부착한다. 알은 18-22℃ 전후에서 3-6일이면 부화한다.

## 색깔
잉어에는 빛깔이나 비늘에 따라 뚜렷한 변이가 있다. 색채상의 변이로는 금잉어·적백잉어·오색잉어·삼색잉어 및 기타 여러 종류가 있고, 비늘의 차이로는 가죽잉어·거울잉어 등의 변종이 있다. 일반 가정에서 자양 또는 반약용으로 귀중히 여겨 왔다. 간디스토마가 없으므로 회로 먹어도 안전하다.

## 최근 동향
최근 일본에서는 비단잉어의 조상을 기존의 Cyprinus carpio가 아닌 Cyprinus rubrofuscus 일것이라고 추측하고 있는데, 이는 Cyprinus carpio의 원 서식지가 동아시아가 아닌 동유럽과 카스피해 부근이기 때문이고, 중국 대륙에 서식하는 Cyprinus rubrofuscus에서 홍잉어와 같은 변이종이 잘 출현하기 때문이다. 과거에는 Cyprinus rubrofuscus의 학명이 Cyprinus carpio의 아종인 C. c. haematopterus였기 때문에 유럽잉어(Cyprinus carpio)에 속한다고 할 수 있으나 지금은 Cyprinus rubrofuscus로 아종이 아닌 별개의 종으로 분리가 되었기 때문에 Cyprinus carpio하는 것에는 문제가 있어 보인다.

## 같이 보기
- 비단잉어
- 가물치
- 메기